# Orchestina cristinae
Espèce
Orchestina cristinae est une espèce d'araignées aranéomorphes de la famille des Oonopidae.

## Distribution
Cette espèce se rencontre au Brésil dans les États du Minas Gerais, d'Espírito Santo, de Rio de Janeiro, de São Paulo, du Paraná, de Santa Catarina et du Rio Grande do Sul, au Paraguay et en Argentine dans les provinces de Misiones, de Corrientes, de Jujuy et de Buenos Aires,.

## Description
Le mâle holotype mesure 1,00 mm et la femelle paratype 1,00 mm.

## Étymologie
Cette espèce est nommée en l'honneur de Cristina Anne Rheims.

## Publication originale
- Izquierdo & Ramírez, 2017 : Taxonomic revision of the jumping goblin spiders of the genus Orchestina Simon, 1882, in the Americas (Araneae: Oonopidae). Bulletin of the American Museum of Natural History, no 410, p. 1-362 (texte intégral).